# Casamento entre pessoas do mesmo sexo na Nova Zelândia
O casamento entre pessoas do mesmo sexo se tornou legal na Nova Zelândia em 19 de agosto de 2013. Um projeto de lei para a legalização foi aprovado pela Câmara dos Deputados da Nova Zelândia em 17 de abril de 2013, com 77 votos a favor e 44 votos contra. O projeto recebeu aprovação real em 19 de abril de 2013. Ele entrou em vigor quatro meses após aprovação, para que haja tempo para o Ministério da Administração Interna fazer as mudanças necessárias para o licenciamento de casamento e documentação relacionada. A Nova Zelândia é o primeiro país da Oceania e o décimo-quinto a permitir que casais do mesmo sexo se casem.
O Parlamento da Nova Zelândia só pode promulgar leis de casamento em relação à Nova Zelândia, não podendo estendê-las para suas dependências - Ilhas Cook, Niue e Tokelau - que ainda não reconhecem o casamento entre pessoas do mesmo sexo.